# Morane-Saulnier H
De Morane-Saulnier type H was een Frans eendekker sportvliegtuig gebouwd door Morane-Sauilnier. De eerste vlucht van het eenmotorige toestel was in 1913. Het type H was een afgeleide van het succesvolle Morane-Saulnier type G sport- en racevliegtuig. De Franse luchtvaartpionier Roland Garros heeft met het type H een aantal prijzen gewonnen en recordvluchten gemaakt. Tijdens de openingsfase van de Eerste Wereldoorlog werd het type H door het Franse leger ingezet als verkenningsvliegtuig.
In Duitsland werd het type H doorontwikkeld als een gevechtsvliegtuig met een voorwaarts vurend machinegeweer en werd bekend als de beruchte Fokker Eindecker.

## Ontwerp en geschiedenis
De Morane-Saulnier type H eendekker was geheel vervaardigd van hout en werd met een web van spandraden bijeengehouden. Het toestel werd voortgedreven door een negencilinder rotatiemotor van 80 pk. Het landingsgestel bestond uit twee hoofdwielen plus een staartslof. De besturing langs de lengte-as gebeurde door het verdraaien van de vleugels (tordatie).
Tijdens het begin van de Eerste Wereldoorlog werd het type H door het Franse en Britse leger op beperkte schaal ingezet als verkenningsvliegtuig. De bewapening bestond incidenteel uit een los pistool of karabijn.

### Duitse versies

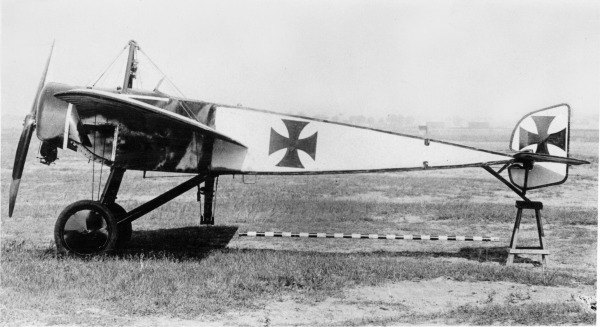
Duitse Morane-Saulnier Type H gebouwd door Pfalz (1915)

De eerste Duitse kopie was de Fokker M.5. De M.5 was op een aantal punten aangepast: een romp van metalen buizen, andere vorm richtingroer en een nieuw ontworpen landingsgestel. In 1915 werd de M.5 uitgerust met een gesynchroniseerd machinegeweer en dit vormde de basis voor de beruchte Fokker Eindeckers.
De Duitse vliegtuigbouwer Pfalz Flugzeugwerke bouwde tijdens WOI ook op type H gebaseerde militaire vliegtuigen (de Pfalz E-serie, niet te verwarren met de Fokker E.I-III), welke waren uitgerust met zowel Oberursel rotatiemotoren als Mercedes zescilinder watergekoelde lijnmotoren.

## Varianten

### Morane-Saulnier versies

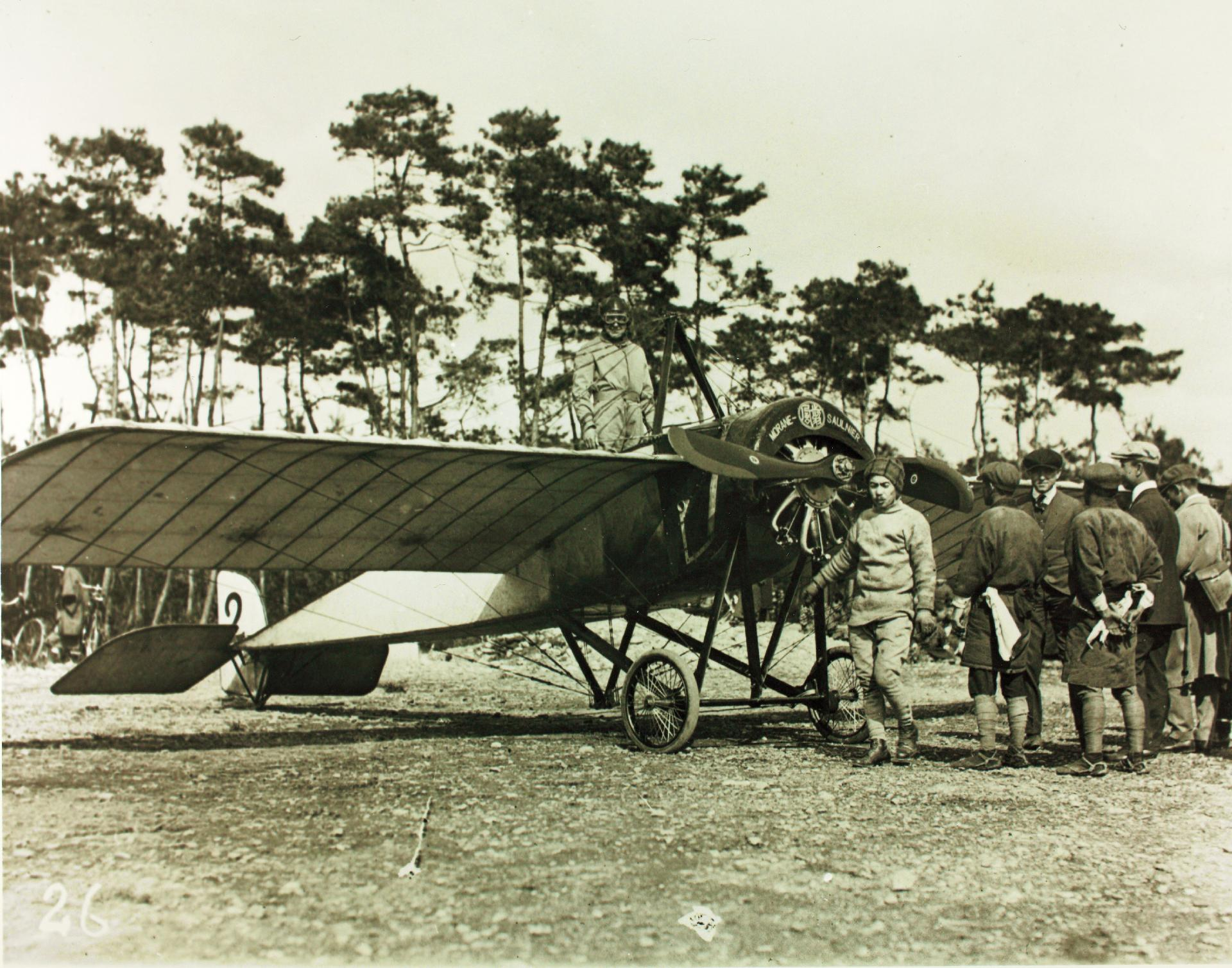
Morane-Saulnier Type G in race-uitvoering

- Type G Tweezitter sport- en racevliegtuig. Eerste vlucht in 1912.
- Type H Eenzitter.
- Type L Eendekker met parasolvleugel.
- Type M Bewapende eenzitter.
- Type O Racevliegtuig gebaseerd op type H, twee stuks gebouwd inclusief een toestel voor vliegenier Roland Garros die was uitgerust met zowel een wielonderstel als drijvers (watervliegtuig).

- MoS.1 Officiële aanduiding voor Type H
- MoS.2 Officiële aanduiding voor Type G
- MoS.3 Officiële aanduiding voor Type L
- MoS.13 Officiële aanduiding voor Type M

### Pfalz versies
- E.I - met Oberursel U.0 rotatiemotor (45 gebouwd)[4]
- E.II - met Oberursel U.I rotatiemotor (130 gebouwd)[5]
- E.IV - met Oberursel U.III rotatiemotor (46 gebouwd)[6]
- E.V - met Mercedes D.I watergekoelde zescilinder lijnmotor (20 gebouwd)[7]
- E.VI - met Oberursel U.I motor, verlengde romp, vergroot staartvlak en minder spandraden (20 gebouwd als trainingstoestel)[8][9]